# Мыс (Тюменская область)
Мыс — упразднённая деревня находившаяся в подчинении Ленинского административного округа городского округа город Тюмень Тюменской области. В 2004 году включена в состав города и исключена из учётных данных. Данное постановление фактически узаконило решение о включении деревни в состав города принятое в 1996 году.

## География
Располагалась в восточной части города, между правым берегом реки Тура и Тобольским трактом.

## История
До 1917 года входила в состав Яровской волости Тюменского уезда Тобольской губернии. По данным на 1926 год состояла из 150 хозяйств. В административном отношении входила в состав Яровского сельсовета Тюменского района Тюменского округа Уральской области.

## Население
| 1979 | 1989  | 2002    |
| ---- | ----- | ------- |
| 5273 | ↗5865 | ↗12 971 |

По данным переписи 1926 года в деревне проживало 606 человек (294 мужчины и 312 женщин), в том числе: русские составляли 97 % населения, украинцы — 3 %.